# 루멘 라데프

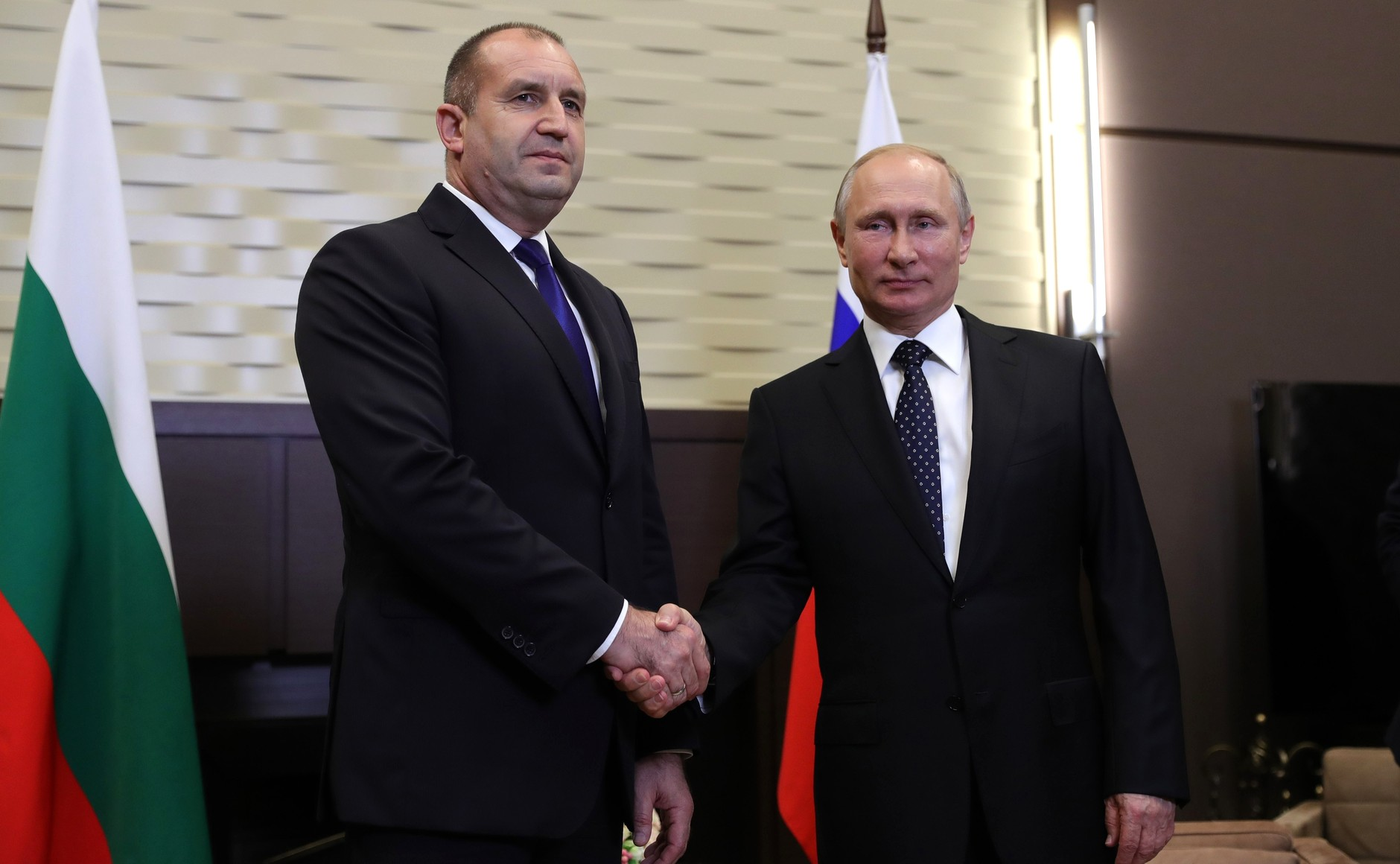
블라디미르 푸틴 대통령과 만나는 모습

루멘 게오르기에프 라데프(불가리아어: Румен Георгиев Радев, 1950년 6월 18일~)는 불가리아의 군인이자 정치인이다. 1987년부터 2016년까지 불가리아 공군에서 복무한 경력을 갖고 있다. 2017년 1월 22일에 불가리아의 대통령으로 취임했다.

## 군 경력
- 2000년~2005년 불가리아 그라프 이그나티에보 공군기지 참모총장
- 2005년~2009년 불가리아 그라프 이그나티에보 공군기지 사령관
- 2009년~2014년 불가리아 공군 부사령관
- 2014년~2016년 8월 불가리아 공군 사령관

## 역대 선거 결과
| 선거명      | 직책명            | 대수 | 정당   | 1차 득표율 | 1차 득표수  | 2차 득표율 | 2차 득표수  | 결과 | 당락 |
| ----------- | ----------------- | ---- | ------ | ---------- | ----------- | ---------- | ----------- | ---- | ---- |
| 2016년 선거 | 불가리아의 대통령 | 6대  | 무소속 | 25.44%     | 973,754표   | 59.37%     | 2,063,032표 | 1위  |      |
| 2021년 선거 | 불가리아의 대통령 | 6대  | 무소속 | 49.42%     | 1,322,385표 | 66.72%     | 1,539,650표 | 1위  |      |